# Isola di Capo Rizzuto
Isola di Capo Rizzuto – miejscowość i gmina we Włoszech, w regionie Kalabria, w prowincji Crotone.
Według danych na rok 2004 gminę zamieszkiwały 13 142 osoby, 105,1 os./km².